# Черевики (український стрій)
Черевики — жіночий вид взуття, який носили міщанки та шляхта. Святкові черевики шилися з чевоного або рожевого сап'яну. Такі черевики мали загострений носок та каблук з березового чи букового дерева. Каблук був від п'яти до середини підошви і обтягнутий шкірою. Такі каблуки називаки — корки, звідси і пішла назва черевиків — «на корках». Черевики зашнуровувались спереду «на підбиттю». Черевики могли бути також з пряжками. До черевиків міщанки носили нитяні сині панчохи. Черевики ніколи не виготовляли вдома, їх купували на ярмарках або замовляли в шевців. Зав'язувались черевики шнурками-крайками.
- А що кому до того, що я дзюбу люблю,
- А я своїй дзюбі-любі черевички куплю;
- Черевички з китаєчки, панчошка єдвабна,
- Як же дзюбу не любити, коли дзюба ладна.

Носили українки також чижемки, вид черевиків, але без корка на плоскій підошві з звичайним низьким каблуком підбитим цвяхами. Чижемки на відміну від черевиків зав'язувалися збоків.